# Lukačovce
Lukačovce est un village de Slovaquie situé dans la région de Prešov.

## Histoire
Première mention écrite du village en 1543.

## Démographie

### Évolution de la population
| Année:               | 1994. | 2004.   | 2014.   | 2024.   |
| -------------------- | ----- | ------- | ------- | ------- |
| Nombre de personnes: | 502   | 507     | 465     | 443     |
| Différence:          |       | +0,99 % | -8,28 % | -4,73 % |

| Année:               | 2023. | 2024.   |
| -------------------- | ----- | ------- |
| Nombre de personnes: | 450   | 443     |
| Différence:          |       | -1,55 % |